# Gettyia
Gettyia is een geslacht van uitgestorven avisauride enantiornithische vogels uit het Laat-Krijt van Noord-Amerika.

## Naamgeving
In de zomer van 1991 werd een middenvoet gevonden door Gloria Siebrecht, een vrijwilligster die fossielen zocht voor het Museum of the Rockies. Het exemplaar werd in 1993 in de wetenschappelijke literatuur gemeld door Luis Maria Chiappe.
In 1995 benoemden Varrichio en Chiappe op basis hiervan een tweede soort van Avisaurus: Avisaurus gloriae.  De soortaanduiding eert Gloria als ontdekster. 
Het holotype is MOR 553E/6.19.91.64, een rechtertarsometatarsus van de Two Medicine-formatie uit het Laat-Campanien van Glacier County, Montana.
Een nieuw gedeeltelijk skelet van een lid van de Enantiornithes dat bekend zou worden als Mirarce, bracht Atterholt et alii (2018) ertoe om de taxonomie van avisauriden opnieuw te evalueren. Ze ontdekten dat Mirarce het midden hield tussen Avisaurus gloriae en Avisaurus archibaldi, wat aantoont dat de twee Avisaurus-soorten eigenlijk geen lid waren van een enkel monofyletisch geslacht. Om dit probleem op te lossen, creëerden ze de geslachtsnaam Gettyia voor Avisaurus gloriae, ter ere van wijlen Mike Getty.

## Beschrijving
Gettyia is bekend van een enkele rechtertarsometatarsus. Dit bot was vergelijkbaar met dat van andere Noord-Amerikaanse avisauriden als Avisaurus en Mirarce, maar het was veel kleiner met een lengte van 30,9 millimeter. 
Een aantal onderscheidende kenmerken is vastgesteld. De dwarsdoorsnede van het midden van middenvoetsbeen is relatief recht. Het tweede middenvoetsbeentje had een knobbeltje (knopachtige structuur) aan de voorkant, die waarschijnlijk verbonden was met de spier van de musculus tibialis cranialis die de enkel buigt. Andere avisauriden hadden dit knobbeltje meestal halverwege de schacht van het middenvoetsbeentje, of dichter bij de enkel dan bij de tenen. Gettyia, aan de andere kant, had zijn tibialis cranialis tuberculum meer dan halverwege de schacht. De onderzijde van het tweede middenvoetsbeen heeft aan de bovenkant een naar binnen gebogen richel. Bij het vierde middenvoetsbeen is het normale aderkanaal aan de onderzijde geheel gesloten. Het bovenvlak/voorzijde van de tarsometatarsus is sterk hellend. De derde en vierde middenvoetsbeentjes zijn uitgebreider gefuseerd dan bij andere avisauriden, omdat fusie niet alleen plaatsvindt bij de enkel, maar ook bij de tenen.

## Paleobiologie
Het meer distaal geplaatste tibialis cranialis tuberculum van Gettyia suggereert dat het een meer gespecialiseerde levensstijl had in vergelijking met andere avisauriden. Zeffer & Norberg (2003) hebben ontdekt dat levende vogels met distaal geplaatste tibialis cranialis tubercula biomechanisch geneigd waren om de buigkracht van de voet te vergroten ten koste van de snelheid. Vooral roofvogels maken tijdens hun jachtgedrag gebruik van een krachtige buiging. Boompapegaaien en andere klimvogels maken ook gebruik van krachtige buiging om stabiliteit te verkrijgen tijdens het foerageren of hangen aan boomtakken. Meer terrestrische vogels hebben doorgaans meer snelheid en minder kracht nodig om zich voort te bewegen, zoals bij het lopen en huppelen.

## Paleo-ecologie
Gettyia is bekend van de vochtige laaggelegen moerassen, meren en stroomgebieden van de westelijke oever van de Western Interior Seaway, en van de veel drogere hooglanden tussen dat gebied en de Cordilleran Overthrust Belt die uiteindelijk de Rocky Mountains vormde.

## Fylogenie
Gettyia is binnen de Enantiornithes in de Avisauridae geplaatst.